# Усманов, Зафар Джураевич
Зафар Джураевич Усманов  (тадж. Усмонов Зафар Ҷӯраевич, 26 августа 1937 года, Душанбе — 13 октября 2021 год) — советский и таджикский математик, доктор физико-математических наук (1974), профессор (1983), действительный член Академии наук Республики Таджикистан (1981), Заслуженный деятель науки Республики Таджикистан (1997), лауреат Государственной премии Таджикистана в области науки и техники им. Абу Али ибн Сино. (2013).

## Биография
Родился 26 августа 1937 в г. Душанбе. Отец — Усманов Джура, историк, журналист, Мать — Усманова (Асророва) Хамро, партийный и государственный работник. Родной брат академика Академии наук Республики Таджикистан Усманова П. Д..
- 1954—1959 — учёба на механико-математическом факультете МГУ.
- 1959—1962 — аспирант отделения механики МГУ,
- 1962—1970 — научный сотрудник математического коллектива АН РТ,
- 1970—1973 — начальник ВЦ, (заместитель заведующего) Отдела математики с ВЦ Академии наук Республики Таджикистан,
- 1973—1976 — заместитель директора по научной части Математического института с ВЦ Академии наук Республики Таджикистан,
- 1976—1984 — начальник Вычислительного центра Академии наук Республики Таджикистан,
- 1984—1988 — академик-секретарь Отделения физико-математических, химических и геологических наук Академии наук Республики Таджикистан,
- 1988—1999 — директор Института математики Академии наук Республики Таджикистан,
- c 1999 — зав. Отделом математического моделирования Института математики Академии наук Республики Таджикистан,
- 1976 — член-корреспондент Академии наук Республики Таджикистан,
- 1981 — действительный член Академии наук Республики Таджикистан по специальности математика,
- 1985—1990 — депутат Верховного Совета Таджикской ССР,
- 1986—1991 — член Ревизионной Комиссии ЦК КП Таджикистана,
- 1997—2011 — профессор Московского энергетического института (Технический университет), Волжский филиал г. Волжский,
- 1999 — профессор кафедры информатики Технологического университета Таджикистана, заведующий кафедрой «Натуральных метрик процессов» Виртуального института междисциплинарного изучения времени, МГУ.

## Подготовка научных кадров
Научный организатор системной подготовки при Институте математики около 30 кандидатов физико-математических наук по современным проблемам информатики.
Подготовил 18 кандидатов наук по специальностям дифференциальные уравнения, геометрия, информатика, гидромеханика, гидравлика и история математики и 1 доктора наук по водным проблемам.

## Преподавательская работа
- 1959—1961 — механико-математический факультет, МГУ им. М. В. Ломоносова, г. Москва,
- 1965—1994, 2007—2009 — механико-математический и физический факультеты, Таджикский национальный университет, г. Душанбе,
- 1966—1968 — математический факультет, Душанбинский госпединститут им. Т. Г. Шевченко, г. Душанбе,
- 1997—2011 — энергетический факультет, Московского энергетического института (Технический университет), Волжский филиал, г. Волжский,
- 1999 — IV департамент математики, Технический университет, (весенний семестр), г. Грац, Австрия,
- факультет информационных технологий, Технологический университет Таджикистана, г. Душанбе.

## Научная деятельность
Усманов успешно защитил кандидатскую: «Некоторые краевые задачи для систем дифференциальных уравнений с сингулярными коэффициентами и их приложения к изгибаниям поверхностей с особой точкой», /Таджикский государственный национальный университет, (1966)/ и докторскую диссертации: «Исследование уравнений теории бесконечно малых изгибаний поверхностей положительной кривизны с точкой уплощения», механико-математический факультет, /Московский госуниверситет им. М. В. Ломоносова, (1973)/.
Область научных интересов ученого:
- Обобщенные системы Коши-Римана с сингулярностями в изолированных точках и на замкнутой линии;
- Деформация поверхностей с изолированной точкой уплощения, конической точкой и параболической границей;
- Моделирование собственного времени произвольного процесса;
- Моделирование эколого-экономических, производственных и технологических процессов;
- Автоматизация обработки информации на таджикском языке.

### В области теоретической математики
Построена теория обобщенных систем Коши-Римана с сингулярной точкой 1-го и выше 1-го порядка в коэффициентах, а также с сингулярностью 1-го порядка в коэффициентах на граничной окружности, что явилось естественным обобщением классического аналитического аппарата И. Н. Векуа, развитого для исследования обобщенных аналитических функций. На основе принципиальных достижений в развитии теории обобщенных систем Коши-Римана с сингулярностями выполнены глубокие исследования о влиянии изолированной точки уплощения на бесконечно малые и точные изгибания поверхностей положительной кривизны.
Определённый прогресс достигнут в решении обобщенной проблемы Кристоффеля в определении выпуклых поверхностей по наперед заданной сумме условных радиусов кривизны, задаваемых на выпуклой поверхности с изолированной точкой уплощения (совместно с А.Хакимовым).
Для широкого класса природных процессов, описываемых обыкновенными дифференциальными уравнениями и уравнениями с частными производными, построены натуральные метрики типа пространственно-временных метрик Минковского, на основе которых предложены определение понятия собственного времени процесса и конструктивные способы его измерения. Вычислительными экспериментами установлена перспективность применения нового понятия для повышения эффективности прогностических свойств математических моделей.

### В области прикладной математики
Разработаны математическая модель эволюции коллекционного материала произвольной природы (совместно с Т. И. Хаитовым);
математическая модель для описания эволюции спиральных форм раковин на примере гастропод (совместно с М. Р. Джалиловым и О. П. Саповым);
математическая модель для определения градаций недостаточности печени (совместно с Х. Х. Мансуровым и др.);
математическая модель динамики пустынного сообщества заповедника «Тигровая балка» (совместно с Г. Н. Сапожниковым и др.)
Часть из упомянутых результатов отмечена в докладах Главного ученого секретаря Президиума АН СССР в числе важнейших достижений Академии наук СССР в области теоретической математики в 70-х годах и дважды в области информатики в 80-х годах.

### В области информатизации таджикского языка
Создал в Таджикистане научную школу по компьютерной лингвистике. Подготовил 5 кандидатов наук по математической и статистической лингвистике. Как руководитель и непосредственный исполнитель работ совместно со своими учениками выполнил обширные исследования по автоматизации обработки информации на таджикском языке.
Опубликовал свыше 280 научных работ по теоретической и прикладной математике в научных журналах стран ближнего и дальнего зарубежья и зарегистрировал 16 интеллектуальных продуктов в Национальном патентно-информационном центре Министерства экономического развития и торговли РТ

### Основные монографии
- Z. D. Usmanov, Generalized Cauchy-Riemann systems with a singular point, Pitman Monographs and Surveys in Pure and Applied Mathematics, 85, Longman, Harlow, 1997, 222 p., ISSN 0269-3666, ISBN 0-582-29280-8[2]
- Программирование состояний коллекции, — Москва.: Наука, 1983, −124 с. (Библиотечка программиста, соавтор Т. И. Хаитов)
- Периоды, ритмы и циклы в природе, Справочник, Душанбе, Дониш, 1990. −151 с. (соавторы Ю. И. Горелов, л. И.Сапова)
- Моделирование времени, — Москва.: Знание,1991, −48 с. (Новое в жизни, науке, технике. Серия Математика, кибернетика).
- Обобщенные системы Коши-Римана с сингулярной точкой, Матем. институт с ВЦ АН РТ, — Душанбе, 1993, −244 с.
- Generalized Cauchy-Riemann systems with a singular point , Addison Wesley Longman Ltd., Harlow, England, 1997, −222 p. (Pitman Monographs and Survey in Pure and Applied Mathematics).
- Опыт компьютерного синтеза таджикской речи по тексту, Технологический университет Таджикистана, − Душанбе, Ирфон, 2010. — 146 с. (соавтор Х. А. Худойбердиев)
- Проблема раскладки символов на компьютерной клавиатуре. Технологический университет Таджикистана, − Душанбе: «Ирфон», 2010. − 104 с. (соавтор О. М. Солиев)
- Формирование базы морфов таджикского языка. Душанбе, 2014. — 110 с. (соавтор Г. М. Довудов)
- Морфологический анализ словоформ таджикского языка.. Душанбе: «Дониш», 2015. — 132 с. (соавтор Г. М. Довудов)

### Внедрение результатов
- осуществлял руководство разработкой и внедрением автоматизированной системы распределения запаренных коконов по кокономотальным автоматам для Душанбинской шелкомотальной фабрики;
- руководил и принимал непосредственное участие в разработке математических основ оптимизации процесса обогащения экстрагента в технологической цепи противоточной экстракции с внедрением результатов к практическому извлечению облепихового масла из жома;
- разработал математические основы автоматического проектирования прорезных канавок мотальных барабанчиков для завода «Таджиктекстильмаш»;
- руководил разработкой временного стандарта таджикской графики для использования в сетевой технологии; разработка направлена в Московское представительство фирмы MICROSOFT для включения в редактор WINDOWS (утвержден Постановлением Правительства Республики Таджикистан от 2 августа 2004г за № 330);
- совместно со своим аспирантом О. Солиевым осуществил внедрение через Министерство связи Республики Таджикистан разработанные нами драйвер раскладки таджикских букв на компьютерной клавиатуре и инструкцию по его установке для использования в повседневной работе;
- совместно со своим аспирантом Х. Худойбердиевым разработал и создал программно-технический комплекс для автоматического безударного озвучивания таджикских текстов;
- совместно со своими учениками О. Солиевым, Х. Худойбердиевым разработал и создал таджикский компьютерный текстовый редактор (Tajik Word);
- совместно с С. Д. Холматовой, О. Солиевым и Х. Худойбердиевым разработал и создал:
- — таджикско-русский компьютерный словарь,
- — русско-таджикский компьютерный словарь;
- — универсальный русско-таджикско-русский компьютерный словарь (MultiGanj);
- совместно с Л. А. Гращенко и А. Ю. Фоминым создал компьютерный таджикско-персидский конвертер графических систем письма;
- совместно с учениками О. Солиевым, Х. Худойбердиевым и Г. Довудовым разработал и создал Таджикский языковой пакет (проверка орфографии) для OpenOffice.Org и Windows.

Усманов З. Дж. является:
- — член научного правления советников Американского биографического общества,
- — заведующий кафедрой «Натуральных метрик процессов» Виртуального института междисциплинарного изучения времени, Московский государственный университет, г. Москва,
- — член редколлегии Central Asian Journal of Mathematics (Central Asian J Math)

Wilmington, USA Центрально-Азиатского Математического журнала, г. Вашингтон, США.(2005),
- — прижизненный член ISAAC (2005),
- — член Международного редакционного совета журнала «Вестник Самарского государственного технического университета. Серия „Физико-математические науки“» (2014)
- — рецензент статей, представляемых в журнал «Complex variables & Elliptic equations», University of Delaware, Newark, USA (regular reviewer of CV& EE) (2011),

а также на международные конференции:
- International Multi-Conference on Society, Cybernetics and Informatics: IMSCI; International Conference on Complexity, Cybernetics, and Informing Science and Engineering: CCISE;
- International Conference on Social and Organizational Informatics and Cybernetics: SOIC).

## Награды
- юбилейная медаль «За доблестный труд. В ознаменование 100-летия со дня рождения В. И. Ленина», (1970),
- почетный знак ВЦСПС «Победитель соц.соревнования», (1973),
- почетный знак Всесоюзного общества Знание «За активную работу»
- почетная грамота Верховного Совета Таджикистана, (1987),
- почетный знак ВЛКСМ в честь 70-летия Комсомола, (1988),
- почетный знак Комитета физкультуры и спорта при Совете Министров Таджикской ССР «Ветеран физкультуры и спорта Тадж. ССР», (1990),
- Заслуженный деятель науки Республики Таджикистан, (1997),
- Ветеран труда Российской федерации, (1998),
- Орден Ломоносова Комитета общественных наград Российской Федерации, (2008),
- Лауреат Государственной премии Таджикистана в области науки и техники им. Абу Али ибн Сино. (2013).[2][3][4][5]